# Pianengo
Pianengo là một đô thị ở tỉnh Cremona, vùng Lombardia của Italia, có vị trí cách khoảng 40 km về phía đông của Milan và khoảng 40 km về phía tây bắc của Cremona. Tại thời điểm ngày 31 tháng 12 năm 2004, đô thị này có dân số 2.474 người và diện tích là 5,9 km².
Pianengo giáp các đô thị: Campagnola Cremasca, Casale Cremasco-Vidolasco, Crema, Ricengo, Sergnano.